# ルッジェーロ・ライモンディ
ルッジェーロ・ライモンディ （Ruggero Raimondi, 1941年10月3日生まれ）は、イタリアのバス・バリトン歌手。
1941年ボローニャ生まれ。16歳でミラノのヴェルディ音楽院に入学し、マリア・テレーザ・ペディコーニ、アルマンデ・ピエールヴェナンツィに師事。1964年にスポレートでの声楽コンクールに優勝し、同年同地でのプッチーニの『ラ・ボエーム』のコッリーネ役でデビューした。その後はイタリア国内の劇場を中心にキャリアを積み、スカラ座には1968年に『トゥーランドット』のティムール役でデビューした。
イタリア国外では、1969年にウィーン国立歌劇場にヴェルディの『シモン・ボッカネグラ』でデビューした。1970年にメトロポリタン歌劇場に『エルナーニ』、1972年にロイヤル・オペラ・ハウスに『シモン・ボッカネグラ』、1975年にパリ・オペラ座に『シチリアの晩鐘』でデビューするなど世界的に活躍する。
日本には、1971年の第6次NHKイタリア歌劇団において、『リゴレット』と『ラ・ファヴォリータ』に参加している。その後もウィーン国立歌劇場、ボローニャ市立劇場、フィレンツェ五月音楽祭の引っ越し公演で度々来日している他、藤原歌劇団での『ファウスト』、新国立劇場での『ドン・キショット』でも歌っている。
広範なレパートリーを誇り、イタリアオペラの主要オペラのほぼすべてのバス役を歌っている他、フランスオペラ、ロシアオペラでもボリス・ゴドゥノフを原語で歌っている。更には『トスカ』のスカルピアや、『ファルスタッフ』の題名役、『オテロ』のイヤーゴ、『カルメン』のエスカミーリョなどのバリトン役を歌うことも多い。
バス歌手としては声は軽めで、「バッソ・プロフォンド」とはみなされていない。ロッシーニの『ランスへの旅』でサミュエル・レイミーがシドニー卿を歌っているのに対し、ライモンディがドン・プロフォンドを歌っているのは好対象と言える。